# Gbira
Gbira est un quartier situé dans le 3e arrondissement de Parakou dans le département du Borgou au Bénin.

## Histoire
Le 27 mai 2013 après la délibération et l'adoption par l'assemblée nationale du Bénin en sa séance du 15 février 2013 de la loi n°2013-05du15/02/2013 portant création, organisation, attributions et fonctionnement des unités administratives locales en République du Bénin, Gbira  figure dans la liste des douze quartiers de cet arrondissement,,,,,,.

## Galerie

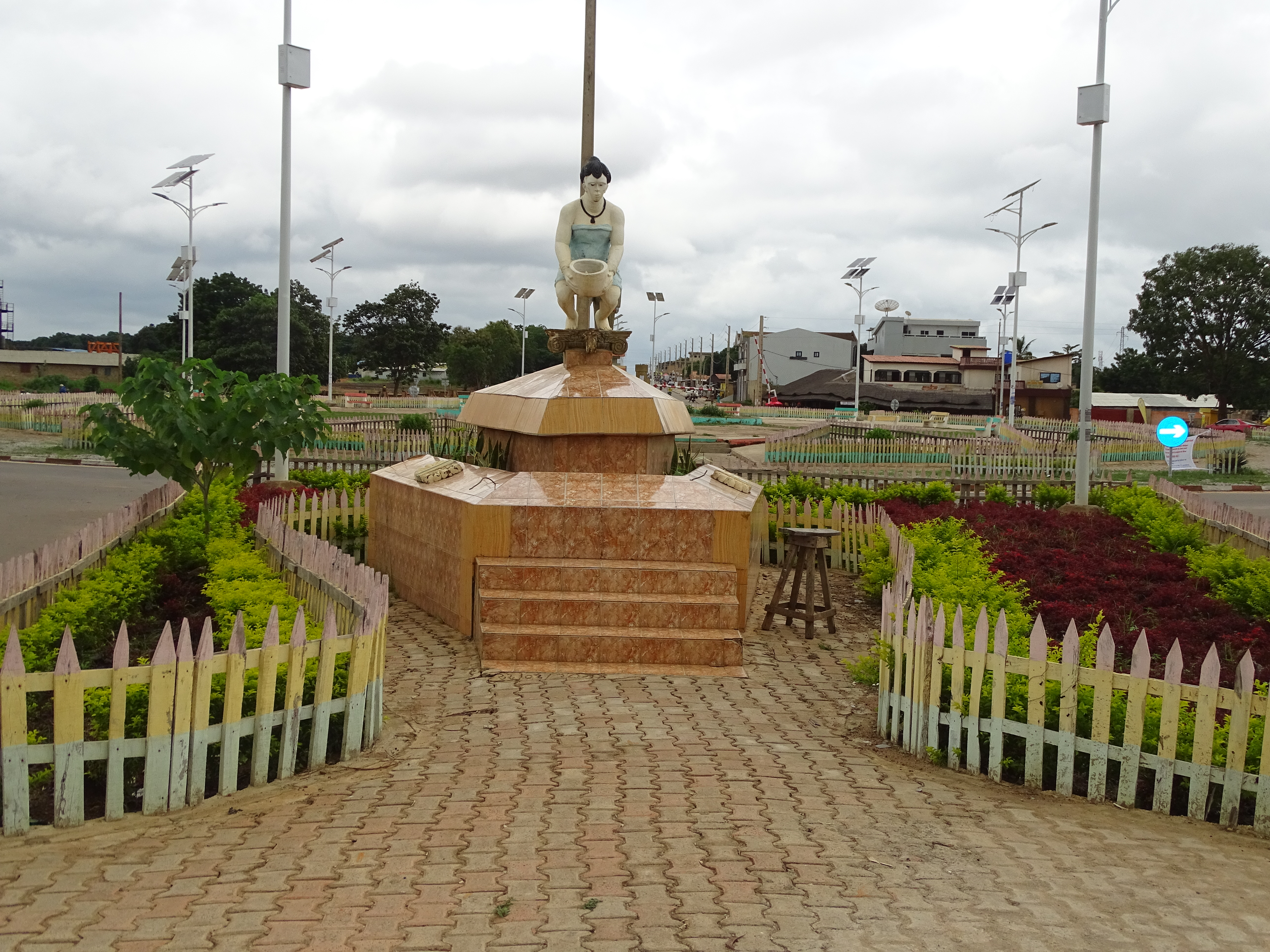
Dame de la Bienvenue à Parakou
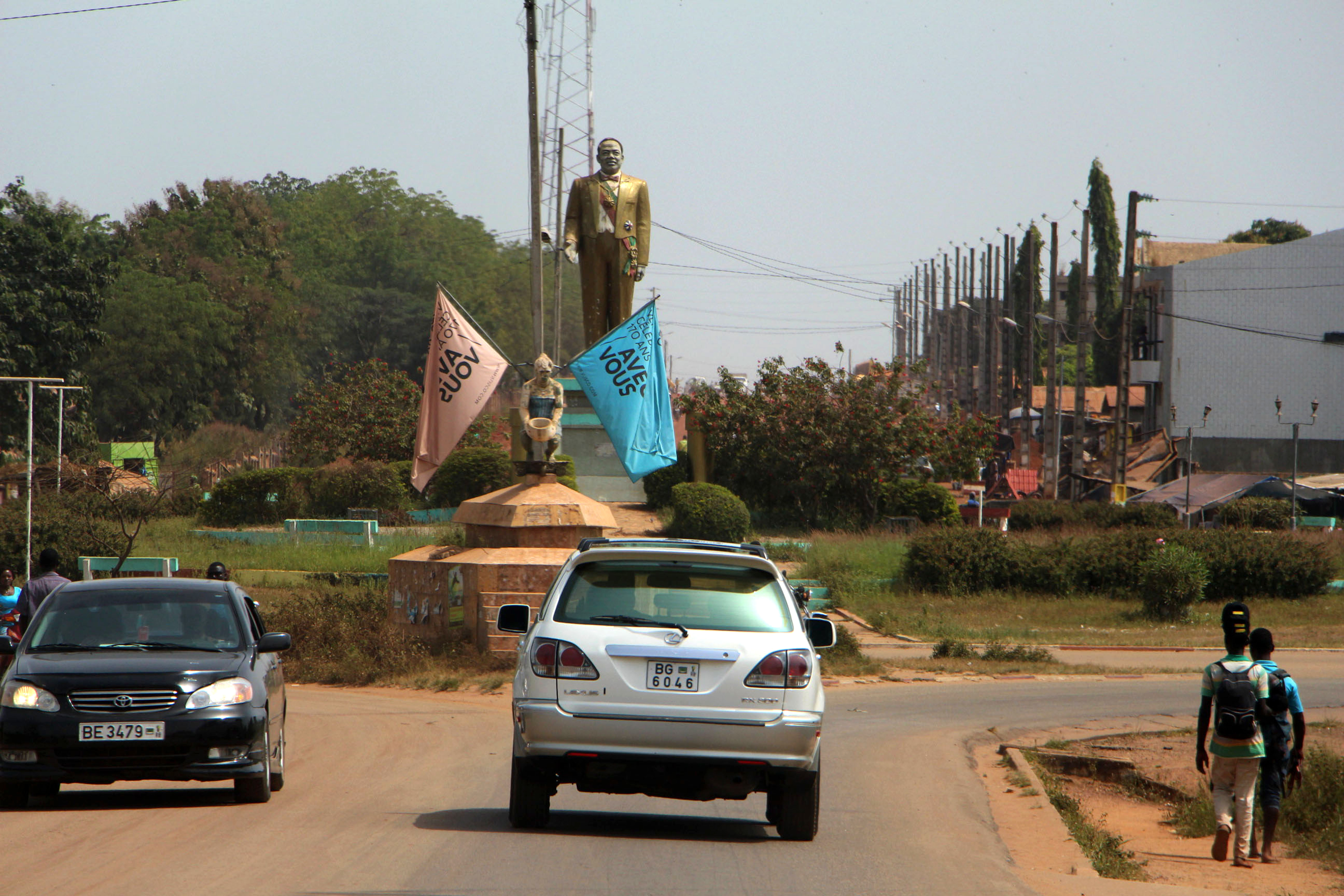
La cité des Kobourou
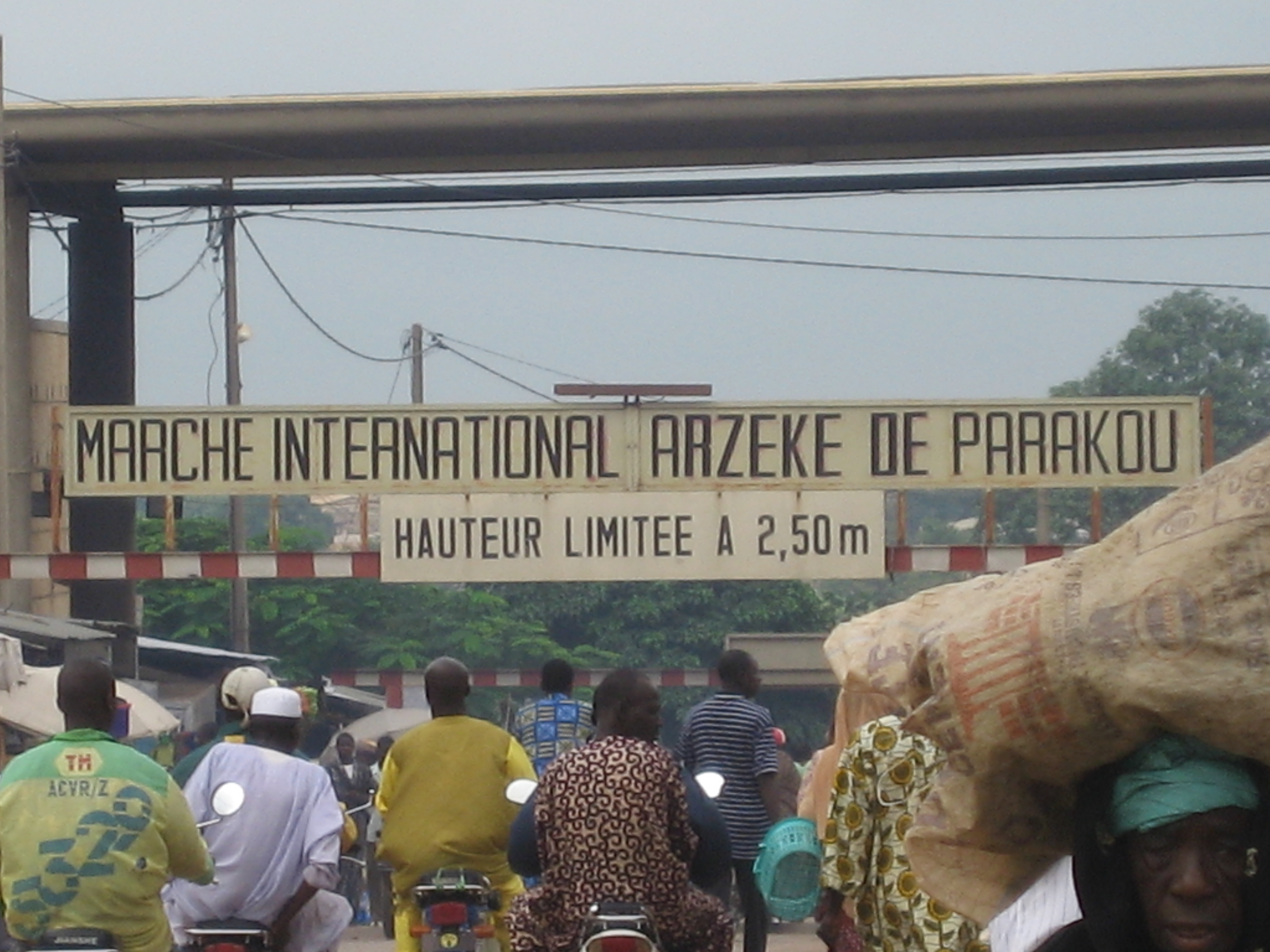
Marché Arzèkè de Parakou